# Endika Wamba Saez de Asteasu
Endika Wamba Saez de Asteasu, kurz: Endika Wamba (geboren 2005 in Irun) ist ein spanischer Handballspieler, der auf der Spielposition Linksaußen eingesetzt wird.

## Vereinskarriere
Wamba, der aus Irun stammt, spielt Handball beim örtlichen Verein IlCapo Hondarribia, einem Tochterverein des Club Deportivo Bidasoa. Am 13. März 2024 debütierte er als Teil der ersten Mannschaft des Vereins, Bidasoa Irun, in der Liga Plenitude, der höchsten Spielklasse Spanien. Wamba erzielte ein Tor bei seinem Debüt, es war das 10.000ste Tor in der Saison 2023/2024 der Liga Plenitude.